# Giulio Cesare Gabussi
Giulio Cesare Gabussi (Bologna, 1555 – Milano, 12 settembre 1611) è stato un compositore italiano, maestro di cappella vocale e strumentale.

## Biografia
Ha ricevuto la sua formazione a Ravenna e Loreto, da Costanzo Porta.  Dopo il 1580 divenne maestro di cappella presso la Cattedrale di Forlì e lavorò dal 1583 nella stessa posizione presso il Duomo di Milano.
Dopo un breve soggiorno a Varsavia, dove operò al servizio del re polacco Sigismondo III (tra 1601 e 1602), tornò alla sua vecchia posizione presso il Duomo di Milano, che ha coperto fino alla sua morte.